# Tiago Santos
Tiago Carvalho Santos (Lissabon, 23 juli 2002) is een Portugees voetballer die doorgaans speelt als rechtsback. In juli 2023 verruilde hij Estoril voor Lille.

## Clubcarrière
Santos speelde in de jeugd van Sporting CP en keerde daar na korte periodes bij AD Oeiras en SG Sacavenense weer terug. In de zomer van 2021 nam Estoril hem over. Een jaar later werd hij overgeheveld naar het eerste elftal. Zijn debuut maakte de rechtsback op 19 augustus 2022, thuis tegen Rio Ave (2–2). Hij mocht van coach Nélson Veríssimo in de basis beginnen, speelde het gehele duel mee en gaf de assist op de eerste treffer van de wedstrijd. Santos werd in april 2023 verkozen tot Talent van de Maand van de Primeira Liga.
Tijdens de zomerse transferperiode van 2023 leek Santos te gaan verkassen naar SL Benfica, dat een bod van vijf miljoen euro op de vleugelverdediger geaccepteerd zag worden door Estoril. Tijdens zijn overgang van Sporting CP naar Estoril bleek die eerste club echter een clausule te hebben afgedwongen dat Estoril twintig miljoen euro moest betalen aan Sporting wanneer Santos verkocht zou worden aan Benfica of FC Porto, de twee rivalen van Sporting. Zodoende vond de overgang geen doorgang.
Diezelfde zomer vertrok Santos alsnog bij Estoril, maar dan naar Lille, dat circa zesenhalf miljoen euro betaalde voor zijn overgang. De Portugees zette bij zijn nieuwe club zijn handtekening onder een verbintenis voor de duur van vijf seizoenen. Bij Lille maakte hij zijn eerste officiële doelpunt, op 26 november 2023. In de Ligue 1 werd gespeeld op bezoek bij Olympique Lyon. Jonathan David opende de score, waarna Santos de eindstand bepaalde op 0–2.

## Clubstatistieken
| Seizoen | Club    | Competitie    | Competitie | Competitie | Beker | Beker | Internationaal | Internationaal | Totaal | Totaal |
| Seizoen | Club    | Competitie    | Wed.       | Dlp.       | Wed.  | Dlp.  | Wed.           | Dlp.           | Wed.   | Dlp.   |
| ------- | ------- | ------------- | ---------- | ---------- | ----- | ----- | -------------- | -------------- | ------ | ------ |
| 2022/23 | Estoril | Primeira Liga | 30         | 0          | 4     | 0     | —              | —              | 34     | 0      |
| 2023/24 | Lille   | Ligue 1       | 29         | 1          | 3     | 1     | 11             | 1              | 43     | 3      |
| 2024/25 | Lille   | Ligue 1       | 4          | 0          | 0     | 0     | 5              | 0              | 9      | 0      |
| Totaal  | Totaal  | Totaal        | 63         | 1          | 7     | 1     | 16             | 1              | 86     | 3      |

Bijgewerkt op 20 september 2024.

## Erelijst
| Primeira Liga – Talent van de Maand | 1 | April 2023 |